# ベイビー・ブローカー
『ベイビー・ブローカー』（ハングル: 브로커; 英: Broker）は、2022年の韓国のドラマ映画。監督は是枝裕和。出演はソン・ガンホ、カン・ドンウォン、ペ・ドゥナ、イ・ジウン、イ・ジュヨンら。
本作は、是枝裕和監督初の韓国製作及び韓国語作品で、第75回カンヌ国際映画祭のコンペティション部門正式出品作品である。

## 概略
何らかの理由で親が育てられない新生児を預かる「ベイビー・ボックス」に預けられた1人の赤ちゃんを巡って、善意と悪意が絡まりながら色んな思惑を持った人々の姿を描き出す人間ドラマ。
第75回カンヌ国際映画祭では最優秀男優賞(ソン・ガンホ)とエキュメニカル審査員賞の2冠を達成。2022年5月26日夜（日本時間27日未明）に開催されたワールドプレミアでは上映終了後に12分間に及ぶスタンディングオベーションが起こった。
日本国内最大級の映画レビューサービス・Filmarks（フィルマークス）で6月公開の映画期待度ランキング1位を獲得した。
本作は全世界188か国に販売された。2022年6月8日に韓国、6月16日にインドネシア、6月23日に香港とシンガポール、6月24日に日本・ベトナム・台湾で公開された。今後、10月20日にドイツ、12月7日にフランス、12月26日に北米で公開予定。

## あらすじ
釜山でクリーニング店を営むサンヒョンは、知り合いで教会の養護施設に勤めるドンスとともに、ドンスの勤務先にある赤ちゃんポストに預けられる乳児を密かに横流しし、子どもを望む夫婦に斡旋する闇の人身売買に手を染めていた。一方、警察の女性青少年課員のスジンは後輩のイとともに、乳児斡旋疑惑のある教会を見張って現場で摘発することを狙っていた。
ある雨の夜、教会の赤ちゃんポストの前に若い女性が乳児を置いて立ち去る。車上で張り込んでいたスジンは、その乳児を赤ちゃんポストに預けた。乳児には名前と「いつか必ず迎えに来る」とだけ書かれたメモが付けられていた。ドンス、そして教会にいたサンヒョンはこの乳児を横流しするため、サンヒョンが自分のワゴン車に乗せて自宅に連れ帰った。スジンはワゴン車を尾行する。
ところが、サンヒョンとドンスの予想外に乳児の母・ソヨンが教会にわが子（ウソン）を探しに現れた。ドンスはソヨンをサンヒョンの自宅に連れて行く。二人に不信感を抱くソヨンだったが、乳児を斡旋して謝礼を得る話を知ると、その現場に同行することになる。ウソンを含めた4人はサンヒョンのワゴン車で取引先の盈徳に向かう。しかし、相手がウソンを値踏みした言葉にソヨンは激高し、取引は不成立となる。次にサンヒョンが向かったのは、ドンスの育った養護施設だった。4人は家族を装って滞在し、次の斡旋話を待つ。在籍する子どもからは兄貴分として慕われるドンスだが、自分の身の上には屈折した感情を抱いていた。ドンスとソヨンは「捨て子」と「捨て子の斡旋」のどちらが悪質かで口論となる。ドンスがその場を去った後、サンヒョンは、捨てられたドンスにも「迎えに来る」という母のメモがあったが果たされなかったことをソヨンに告げる。翌朝、ソヨンはドンスに昨日は言いすぎたと謝った。
スジンは斡旋現場を押さえるために、囮の夫婦を依頼者に仕立てる。しかし、不妊治療法の質問にうまく答えられなかったことで、ドンスとサンヒョンは夫婦を偽の依頼者と見破ってしまう。ワゴン車にはドンスの後輩の男児・ヘジンが紛れ込んでいた。ヘジンは4人の素性と目的を知っていたため送り返せず、同行することになる。5人は次の斡旋が来るまで蔚珍のモーテルで共同生活を送り、次第に親密になっていった。
その頃、警察では釜山で起きたヤクザ殺人の容疑者がソヨンだという話が流れていた。このヤクザは既婚者で、その妻からソヨンはウソンを渡せという電話を受けていた。スジンとイは直接ソヨンと接触し、殺人の話を出して協力を求め、ソヨンはこれに応じて盗聴マイクや車のGPSを仕込む。一方、ウソンが発熱するとサンヒョンとドンスは医者に連れて行った。幸い風邪という診断でウソンはほどなく元気になり、ソヨンは二人に感謝する。
サンヒョンの元に、ソウルに住むという夫婦からの斡旋依頼が届く。ソヨンはサンヒョンとドンスに、売春相手でウソンの父に当たる男を殺し、殺人犯の子にしたくなかったためにウソンを捨てたことを告白した。一方、サンヒョンの知り合いのヤクザ（殺された男の関係者）が、ウソンを連れ戻すために周囲に現れる。5人はKTXでソウルに向かい、依頼者と会う。だが依頼者の出した条件は、今後ソヨンとは会うことも許さないというものだった。ヘジンへの「ご褒美」として5人は遊園地に行く。ソヨンと観覧車に乗ったドンスは、ソヨンと出会って自分の母にも捨てざるを得ない理由があったことを知ったと話す。母を許す必要はないというソヨンに、ドンスはだから代わりにソヨンを許すと答えた。
依頼者との再会合を前にソヨンはスジンと会い、刑が軽くなるとしてその場での自首を勧められる。ソヨンは斡旋依頼者からかけられた言葉をスジンに話し、あの夫婦ならウソンを預けてよいと思ったと述べる。翌日、ソヨンの不在からサンヒョンは彼女が自分たちを売ったと気付く。依頼先に向かう4人の前にサンヒョンの知人のヤクザが現れてサンヒョンが対応、残ったドンスたちが依頼主と会っているところに警察が踏み込んだ。
3年後。サンヒョンは行方不明となったが、スジンに預けられたウソンは元気に成長していた。刑期より半年早く出所したソヨンはガソリンスタンドで働いていた。スジンはウソンの今後を話し合うため、ソヨン、ドンス、ヘジン、依頼主の夫婦を呼び集めて会合を開こうとする。そこに向かうソヨンを追う1台の自動車のフロントガラスには、サンヒョンたち5人で撮影した写真が下げられていた。

## キャスト
ハ・サンヒョン
演 - ソン・ガンホ
ベイビー・ボックスに入った赤ん坊の新しい両親を探し、特別な取引をする自称善意のブローカー。「サンヒョン」は愛称で、本名は別にある。離婚歴があり、元妻と娘がソウルに住む。ソウルに赴いた折に娘と会うが、関わりを持ちたくないという再婚した元妻からの言葉を伝えられる。
ユン・ドンス
演 - カン・ドンウォン
サンヒョンのパートナー。ブローカー。教会に勤め、乳児の横流しを手伝っていた。養護施設出身で自身も捨て子だった。
ムン・ソヨン
演 - イ・ジウン
ベイビー・ボックスに置かれた赤ちゃんの母親。予期せずサンヒョンとドンスの旅路に合流する。身寄りのない子を集める女性の元で暮らし、売春をおこなっていた。自称では麗水の出身。作中では最初「ソナ」という偽名を名乗っていた。
アン・スジン
演 - ペ・ドゥナ
ブローカーの旅路を執拗に追いかける刑事。髪はショートカット。「子を捨てた母」に対して不快な感情を隠さない。
イ刑事
演 - イ・ジュヨン
スジンと共にブローカーを追いかける後輩。スジンが執拗に「現場摘発」を望むことを、自分たちが一番斡旋を望んでいるのかもしれないと評する。
ヘジン
演 - イム・スンス
ドンスが育った施設の後輩にあたる男児。夢はサッカー選手で、名前は施設の牧師から付けられた（漢字表記は「海進」）。施設を出ることを望み、サンヒョンのワゴン車に忍び込む。
ウソン
演 - パク・ジヨン
ソヨンの子どもの乳児（男）。名前はソヨンの命名で漢字表記は「羽星」。眉毛が薄く、サンヒョンがソヨンのマスカラを塗ったこともある。
カメオ出演
- リュ・ギョンス
- イ・ドンフィ
- キム・セビョク
- ペク・ヒョンジン
- イ・ムセン
- キム・ソニョン
- ソン・セビョク
- パク・カンソプ
- パク・ヘジュン

## 製作

### 略歴
2020年8月26日、是枝裕和が監督と脚本を務め、監督初の韓国制作作品となる新作の製作が発表され、同時に、ソン・ガンホ、ペ・ドゥナ、カン・ドンウォンの出演も発表された。企画は発表の5年前から進行しており、是枝はキャストに関して、ソン・ガンホ、カン・ドンウォンとは釜山国際映画祭を始めとする複数の映画祭での交流が縁での出演であることと、ペ・ドゥナとは2009年に是枝が監督した『空気人形』での主演の後、ペ・ドゥナに次は人間の役で仕事を共にしたいと約束していたことを語った。2021年2月、イ・ジウンがキャストに加わった。3月、イ・ジュヨンがキャストに加わった。当初の報道では、正式な英題となる『Broker』と表記するメディアがあった一方、『Baby, Box, Broker』というタイトルで表記するメディアもあった。2022年3月1日、日本での邦題が「ベイビー・ブローカー」に決定したことを配給のギャガが発表。同時に日本公開は2022年内とした。4月11日、韓国にて6月公開を確定させ、ティーザーポスターが公開。4月14日、5月17日～5月28日（現地時間）に開催される第75回カンヌ国際映画祭のコンペティション部門に選出され、正式出品することが決定。合わせて日本でも6月公開が確定し、日本版ポスターが公開。また、カンヌ版のポスタービジュアルが公開。4月29日、日本公開日が6月24日に決定。

### キャスティング
サンヒョン役には、最初からソン・ガンホを念頭に置いたと伝えた是枝裕和監督は、ソン・ガンホについて、「韓国の俳優の中で誰と一緒に作品を制作したいかという質問に、いつもソン・ガンホを挙げてきた」と彼に対する愛情を示し、「テイクごとに異なる姿を見せるのが驚きだった。彼が現場にいるだけで大きな力になった」と撮影での印象を明らかにした。ドンス役のカン・ドンウォンについては、「出演した『義兄弟 SECRET REUNION』を印象深く見た。彼を見守りながら、彼が持つ広い肩幅から何かの感情が出るところを撮ってみたいという思いが強くなった」とした。映画『空気人形』以来、是枝監督とは2度目の作品で、スジン役を務めたペ・ドゥナについては、「数年前に4～5枚ほどのプロットを渡した。彼女は、演技で表現しきれない繊細な間隔を埋めるのがまさに天才的に上手だ」と絶賛した。ソヨン役のイ・ジウンについては、「ドラマ『マイ・ディア・ミスター～私のおじさん～』を見て彼女にハマり、後半はイ・ジウンさんが登場するシーンはずっと泣いているような状況で、もうこの人しかいないと思って、オファーしました。」と話した。イ刑事役のイ・ジュヨンに対しては「目に止まる20代の女優たちをたくさん見てきた。その中で『梨泰院クラス』『春の夢』で見せた彼女の演技が印象的だった」と、キャスティングを決心した背景を伝えた。

### 撮影
主要な撮影は、2021年4月14日からソウル・釜山一帯で開始し、6月22日に終了した。撮影完了に際して、ペ・ドゥナが24日、イ・ジュヨンが27日に、監督との2ショット写真をそれぞれInstagramに投稿し、クランクアップを報告した。

### プロモーション
- 制作発表会：2022年5月10日、韓国・龍山アイパークモールで行われた[7]。キャストのソン・ガンホ、カン・ドンウォン、イ・ジウン、イ・ジュヨンが登壇。監督を務めた是枝裕和はリモートで参加した。
- 第75回カンヌ国際映画祭：2022年5月26日～28日（フランス現地時間）に参加。エキュメニカル審査員賞と、ソン・ガンホに男優賞が贈られた。
- 報道陣向け試写会イベント：2022年5月31日、韓国・CGV龍山アイパークモールで行われた。ソン・ガンホ、カン・ドンウォン、イ・ジウン、イ・ジュヨン、是枝裕和監督が参加[32]。
- VIP試写会：2022年6月2日、韓国・CGV龍山アイパークモールで行われた。キャストと監督が参加。キム・スヒョン、イ・ミンホ、イ・ビョンホン、BTSのV、RAIN（ピ）、ユ・インナ、カン・ハンナらが出席[33]。
- 舞台挨拶（韓国）：2022年6月11日、12日、18日、19日に行われた[34][35]。
- 凱旋記者会見：2022年6月13日、是枝裕和監督が韓国から帰国後に東京都・スペースFS汐留で行われた[36]。
- 2022年6月25日、キャストのソン・ガンホ、カン・ドンウォン、イ・ジウン、イ・ジュヨンが来日。ソン・ガンホは『パラサイト 半地下の家族』以来約2年ぶり、カン・ドンウォンは、『ゴールデンスランバー』以来約3年ぶりの来日となる。イ・ジウンは歌手IUとして2016年1月に東京で開催したファンミーティング以来6年5ヵ月ぶりの公式来日で、100人を超えるファンが成田国際空港に集まった[37]。
  - 来日舞台挨拶：2022年6月26日、東京都内のTOHOシネマズ 六本木ヒルズ、ユナイテッド・シネマ豊洲、109シネマズ二子玉川で計6回開催。来日キャストと監督が登壇[38]。
  - 2022年6月27日、フジテレビ系「めざましテレビ」「めざまし8」にソン・ガンホと是枝裕和監督がスタジオ生出演した。
  - 2022年6月28日・7月1日、TBS系「THE TIME,」でソン・ガンホ、カン・ドンウォン、イ・ジウン、イ・ジュヨンのSPインタビューが放送された。
  - 2022年7月1日、フジテレビ系「ノンストップ!」でソン・ガンホのSPインタビューが放送。
- ティーチイン上映会イベント：是枝監督が参加。7月21日の上映会には放送作家の鈴木おさむが登壇した。

| 日程   | 日程    | 場所                                   |
| ------ | ------- | -------------------------------------- |
| 2022年 | 7月7日  | 東京都 新宿バルト9                     |
| 2022年 | 7月11日 | 東京都 グランドシネマサンシャイン 池袋 |
| 2022年 | 7月15日 | 広島県 広島サロンシネマ                |
| 2022年 | 7月16日 | 兵庫県 OSシネマズミント神戸            |
| 2022年 | 7月16日 | 大阪府 TOHOシネマズ梅田                |
| 2022年 | 7月16日 | 京都府 京都シネマ                      |
| 2022年 | 7月17日 | 愛知県 ミッドランドスクエアシネマ      |
| 2022年 | 7月17日 | 愛知県 伏見ミリオン座                  |
| 2022年 | 7月21日 | 東京都 TOHOシネマズ 日比谷             |
| 2022年 | 8月21日 | 神奈川県 シネマ・ジャック＆ベティ      |
| 2022年 | 8月27日 | 埼玉県 川越スカラ座                    |
| 2022年 | 8月28日 | 群馬県 高崎電気館                      |

## 興行収入

### 韓国
以下のデータは韓国映画振興委員会の集計に基づく。2022年6月18日、観客動員数が100万人を突破。
| 週     | 日付          | 観客動員数  | 順位 | 売上                            |
| ------ | ------------- | ----------- | ---- | ------------------------------- |
| 公開前 | -             | 6,143人     | -    | 56,258,000₩                     |
| 1週目  | 2022年6月8日  | 146,080人   | 1位  | 1,398,699,680₩                  |
| 1週目  | 2022年6月9日  | 105,534人   | 2位  | 991,024,000₩                    |
| 1週目  | 2022年6月10日 | 111,803人   | 2位  | 1,134,946,170₩                  |
| 1週目  | 2022年6月11日 | 224,095人   | 2位  | 2,334,935,780₩                  |
| 1週目  | 2022年6月12日 | 178,724人   | 2位  | 1,848,759,200₩                  |
| 1週目  | 2022年6月13日 | 57,670人    | 2位  | 563,270,730₩                    |
| 1週目  | 2022年6月14日 | 54,111人    | 2位  | 522,732,930₩                    |
| 2週目  | 2022年6月15日 | 32,526人    | 3位  | 313,391,390₩                    |
| 2週目  | 2022年6月16日 | 31,410人    | 3位  | 298,865,340₩                    |
| 2週目  | 2022年6月17日 | 37,328人    | 3位  | 373,806,320₩                    |
| 2週目  | 2022年6月18日 | 65,197人    | 4位  | 684,927,710₩                    |
| 2週目  | 2022年6月19日 | 55,882人    | 4位  | 577,219,950₩                    |
| 合計   | 合計          | 1,107,443人 | -    | 11,098,657,200₩ (約11億986万円) |

### 日本
6月25日と6月26日の全国映画動員ランキングで3位。土日2日間で動員8万6000人、興収1億2200万円を記録。
初日から3日間では動員12万3000人、興収1億6900万円となっている。

## 映画祭
- 第75回カンヌ国際映画祭（5月28日）
- 第69回シドニー映画祭（6月19日） - 閉幕作品に選定。
- ニューホライゾン映画祭（7月21日 - 7月31日） - 招待上映。
- エルサレム映画祭（7月21日 - 7月31日） - 招待上映。
- メルボルン国際映画祭（8月4日 - 8月21日） - 招待上映。
- オーストラリア韓国映画祭（8月18日 - 8月21日） - 招待上映。
- 第49回テルライド映画祭（9月2日 - 5日） - 是枝裕和監督とソン・ガンホが参加。
- 第47回トロント国際映画祭（9月8日 - 18日）
- 第70回サンセバスティアン国際映画祭（9月16日）
- 第11回原州女性映画祭（9月16日 - 18日） - 開幕作品に選定。
- 第27回春史映画祭（9月30日）
- 第27回釜山国際映画祭（10月8日） - オープントークを開催。是枝裕和監督とイ・ジウン、イ・ジュヨンが参加。
- 第42回ハワイ国際映画祭（11月3日） - 閉幕作品に選定。

## 受賞歴
| 年     | 賞                           | 賞                                                  | 賞 |
| ------ | ---------------------------- | --------------------------------------------------- | -- |
| 2022年 | 第75回カンヌ国際映画祭       | 最優秀男優賞（ソン・ガンホ） エキュメニカル審査員賞 |    |
| 2022年 | 第39回 ミュンヘン国際映画祭  | 最高賞（ARRIAward）                                 |    |
| 2022年 | ノルウェー国際映画祭         | レイ・オブ・サンシャイン・アワード                  |    |
| 2022年 | 第27回 春史国際映画賞        | 国際監督賞（是枝裕和） 新人女優賞（イ・ジウン）     |    |
| 2022年 | 第79回ヴェネツィア国際映画祭 | ロベール・ブレッソン賞（是枝裕和）                  |    |
| 2022年 | 第42回 ハワイ国際映画祭      | ヴィジョン・イン・フィルム賞（是枝裕和）            |    |
| 2022年 | 第42回 韓国映画評論家協会賞  | 新人女優賞（イ・ジウン）                            |    |
| 2022年 | アジアンフィルムアワード     | 監督賞（是枝裕和）                                  |    |

## 映像作品
2022年12月2日に発売。
- Blu-rayコレクターズ・エディション
  - 本編に加えて、是枝裕和監督オーディオ・コメンタリー、来日記念舞台挨拶、カンヌ国際映画祭ダイジェスト、ソン・ガンホ カンヌ国際映画祭受賞会見、キャストグリーティング等が収録される。
- Blu-rayスタンダード・エディション
- DVDスタンダード・エディション